# Eutrichomelina fulvipennis
Eutrichomelina fulvipennis är en tvåvingeart som först beskrevs av Walker 1836.  Eutrichomelina fulvipennis ingår i släktet Eutrichomelina och familjen kärrflugor. Inga underarter finns listade i Catalogue of Life.